# Municipio de Hazel Dell
El municipio de Hazel Dell (en inglés: Hazel Dell Township) es un municipio ubicado en el condado de Pottawattamie en el estado estadounidense de Iowa. En el año 2010 tenía una población de 1259 habitantes y una densidad poblacional de 13,56 personas por km².

## Geografía
El municipio de Hazel Dell se encuentra ubicado en las coordenadas 41°21′51″N 95°47′47″O / 41.36417, -95.79639. Según la Oficina del Censo de los Estados Unidos, el municipio tiene una superficie total de 92.88 km², de la cual 92,44 km² corresponden a tierra firme y (0,47 %) 0,44 km² es agua.

## Demografía
Según el censo de 2010, había 1259 personas residiendo en el municipio de Hazel Dell. La densidad de población era de 13,56 hab./km². De los 1259 habitantes, el municipio de Hazel Dell estaba compuesto por el 98,17 % blancos, el 0,4 % eran afroamericanos, el 0,08 % eran amerindios, el 0,4 % eran asiáticos, el 0,32 % eran de otras razas y el 0,64 % eran de una mezcla de razas. Del total de la población el 1,83 % eran hispanos o latinos de cualquier raza.